# Xenochromis hecqui
Xenochromis hecqui es una especie de peces de la familia Cichlidae en el orden Perciformes, la única especie del género Xenochromis.

## Morfología
Los machos pueden llegar alcanzar los 30 cm de longitud total.

## Alimentación
Come  escamas de peces hueso.

## Hábitat
Vive en zonas de clima tropical.

## Distribución geográfica
Se encuentran en África: es una especie  endémica del lago Tanganika.